# Język xhosa
Język xhosa (wym. własna [ˈǁʰɔsa]) – jeden z ważniejszych języków z rodziny bantu. Posługuje się nim południowoafrykański lud Xhosa (głównie w Południowej Afryce i Lesotho), liczbę użytkowników szacuje się na około 5,6 miliona. Zalicza się do języków mlaskowych, co wyróżnia go spośród innych języków bantu (cecha ta została zapożyczona z języków khoisan). Mlask boczny dziąsłowy (zapisywany jako „xh”) występuje również w nazwie języka.
Standard języka xhosa, oparty głównie na dialektach gcaleka, ndlambe i gaika, używany jest w prasie i szkolnictwie szczebla podstawowego. W języku xhosa rozwija się też bogata literatura współczesna, głównie dramaty (m.in. Sinxo oraz John Knox Bokwe).
Język xhosa od końca XIX wieku zapisywany jest alfabetem łacińskim, w 1931 roku wprowadzono znaki diakrytyczne do zapisu dźwięków niewystępujących w językach europejskich.